# Lluís Bonal i Salavert
Lluís Bonal i Salavert   (Palafrugell, 5 d'octubre de 1908 - Barcelona, 2 de novembre de 1986) fou un futbolista català de la dècada de 1930.

## Trajectòria
Després de destacar al FC Palafrugell, la temporada 1929-30 va jugar al FC Badalona on coincidí amb Juli Kaiser. Va tenir problemes al club per uns diners pendents i fou apartat de l'equip, el qual deixà a final de temporada. A continuació ingressà al RCD Espanyol debutant davant el CE Europa de la mà de Patricio Caicedo, marcant un gol. Jugà nou partits de lliga amb el conjunt blanc-i-blau en els quals marcà dos gols. La següent temporada, la 1931-32, defensà els colors del Llevant FC, tornant, en acabar la mateixa, al seu club de partida, l'FC Palafrugell, on coincidí amb Pepe Espada. També jugà breument a la US Figueres.
Fou sogre del també futbolista Narcís Martí i Filosia.